# Tal Kachila
Tal Kachila (in ebraico טל כחילה‎?; Gerusalemme, 26 giugno 1992) è un calciatore israeliano, difensore del Dimona.

## Palmarès

### Club

#### Competizioni nazionali
- Coppa d'Israele: 1

Bnei Yehuda: 2016-2017